# Jagdszenen aus Niederbayern
Jagdszenen aus Niederbayern é um filme de drama alemão de 1969 dirigido e escrito por Peter Fleischmann. Foi selecionado como representante da Alemanha Ocidental à edição do Oscar 1970, organizada pela Academia de Artes e Ciências Cinematográficas.

## Elenco
- Martin Sperr
- Angela Winkler
- Else Quecke
- Michael Strixner
- Hanna Schygulla